# João Cândido
João Cândido Felisberto,  también conocido como "Almirante Negro"(Encruzilhada do Sul, 24 de junio de 1880 - Río de Janeiro, 6 de diciembre de 1969) fue un militar brasileño de la Marina de guerra de Brasil, líder de la Revuelta de Chibata (1910).

## Biografía
João Cândido nació el 24 de junio de 1880 en la Provincia de São Pedro do Rio Grande do Sul, actual estado de Río Grande del Sur, en el municipio de Encruzilhada, actual Encruzilhada do Sul. Hijo de los antiguos esclavos João Felisberto e Inácia Cândido Felisberto. Nació en la hacienda Coxilha Bonita, en la aldea de Dom Feliciano -quinto distrito del municipio de Encruzilhada, que hasta 1849 había sido distrito de Rio Pardo. A los trece años, en 1894, ingresó a la Compañía de Artesanos Militares y Aprendices Menores del Arsenal de Guerra de Porto Alegre con una recomendación de atención especial, escrita por un viejo amigo y protector de Río Pardo, el entonces capitán de fragata Alexandrino de Alencar, que así lo remitió a esa escuela. En 1895 fue transferido a la Escuela de Aprendices de Marineros de Porto Alegre, y en diciembre del mismo año, como grumete, a la Marina de Brasil, en la capital, Río de Janeiro.
Así, en la década de 1890, época en que la mayoría de los marineros eran reclutados a la fuerza por la policía, João Cândido se alistó con el número 40 en la Marina de Brasil en enero de 1895, a la edad de catorce años, incorporándose como grumete el 10 de diciembre de ese año.
En su testimonio a la Anamnesis del Hospital dos Alienados, en abril de 1911, y a la Gazeta de Notícias, el 31 de diciembre de 1912, João Cândido afirmó haber sido soldado a las órdenes del general Pinheiro Machado en la Revolución Federalista de 1893 antes de ingresar en la escuela de aprendices del Arsenal de Guerra de Porto Alegre.
Tuvo una extensa carrera viajando por Brasil y varios países del mundo durante los 15 años que estuvo en servicio activo en la Marina (17 años, si se cuentan los dos que pasó en prisión después de la Revuelta). Muchos de ellos fueron viajes de formación, primero recibiendo instrucción y luego dando clases sobre procedimientos de buques de guerra a marineros más jóvenes.
A partir de 1908, para acompañar el fin de la construcción de buques de guerra ordenada por el gobierno brasileño, centenas de marineros fueron enviados al Reino Unido. En 1909 João Cândido también fue enviado allí donde conoció el movimiento realizado por los marineros rusos en 1905 a bordo del acorazado Kniaz Potemkin Tavricheski, exigiendo mejores condiciones de trabajo y alimentación.
Llegó a ser muy admirado por sus compañeros marineros que le nombraron dos veces representante del "Dios Neptuno" en la travesía del ecuador, y muy elogiado por los oficiales por su buen comportamiento y sus habilidades, especialmente como timonel. En opinión de los demás líderes del movimiento, era el marino más experimentado y con más tráfico entre marineros y oficiales, y la persona adecuada para encabezar una revuelta.

### El movimiento de los marineros de la Marina

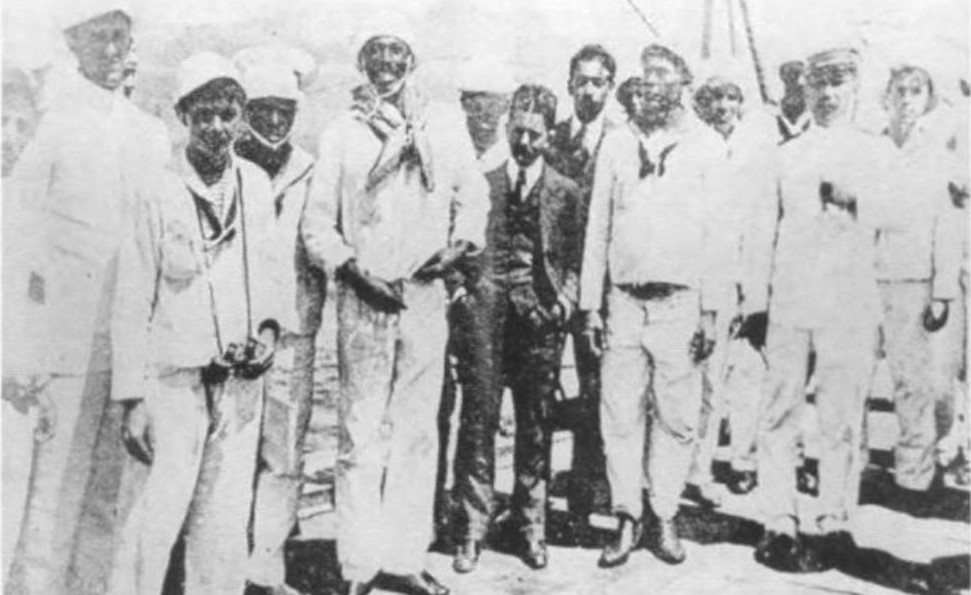
Marineros durante la Revuelta de Chibata, con João Cândido en el centro, en 1910

El uso del látigo como castigo en la Marina de Brasil ya había sido abolido en uno de los primeros actos del régimen republicano, el decreto 3 del 16 de noviembre de 1889, firmado por el presidente Deodoro da Fonseca. Sin embargo, los castigos crueles continuaron siendo aplicados a discreción de los oficiales de la Marina de Brasil. En un contingente formado por un 90% de negros y mulatos, centenares de marineros continuaron recibiendo latigazos como en los tiempos de la esclavitud. Entre los marineros, descontentos con los bajos salarios, la mala alimentación y, sobre todo, los degradantes castigos corporales, crecía el clima de tensión.
Ya en 1893, en el cañonero Marajó, un contingente de marineros se había sublevado contra los excesivos castigos corporales, exigiendo la sustitución del comandante que abusaba del látigo y otros tormentos. En aquel momento, no querían el fin de los latigazos, sino cambiar al capitán del barco para evitar los abusos. Desde luego, no era normal recibir latigazos. Y para empeorar las cosas, los oficiales fueron más allá de los límites de su propio regimiento de la Marina, basándose en un decreto que nunca se publicó en el Boletín Oficial, que establecía la creación de Compañías Correccionales que podían imponer castigos de hasta 25 latigazos, incluso después de la abolición de la esclavitud.
Todavía en Gran Bretaña, y después, de regreso a Brasil, los marineros que habían estado allí para supervisar la construcción de los acorazados Minas Geraes y São Paulo, y del crucero Bahia, iniciaron un movimiento conspirativo con vistas a tomar medidas más eficaces para acabar con los latigazos en la Marina brasileña.
Las Elecciones Presidenciales de 1910, aunque ganadas por el candidato situacionista Hermes da Fonseca, expresaron el descontento de la sociedad con el régimen vigente, así como denuncias de fraude y manipulación de urnas en barrios donde no tenía mayoría de partidarios. El candidato de la oposición, Rui Barbosa, realizó una intensa campaña electoral, reforzando la esperanza de cambio del pueblo brasileño.
Se agotaron los intentos pacíficos y proactivos de los marineros, incluida una audiencia con João Cândido en el gabinete del anterior presidente, Nilo Peçanha, y en presencia del ministro de Marina, Alexandrino de Alencar. Sin ninguna medida efectiva para acabar con los castigos corporales, los marineros decidieron que, el 25 de noviembre de 1910, organizarían un levantamiento, una revuelta para acabar con el uso del látigo. Inicialmente, los comités revolucionarios pensaron en el 14, luego en el 15, después en el 19 y finalmente se decidieron por el 25.
Sin embargo, menos de una semana después de la toma de posesión del mariscal Hermes da Fonseca, el marinero Marcelino Rodrigues de Menezes fue castigado el 21 de noviembre con 250 latigazos, aplicados en presencia de toda la tripulación del acorazado “Minas Geraes”, buque insignia de la nueva Escuadra, y que no fue interrumpida ni siquiera por su fallecimiento, como informaron los periódicos de la época. Esto adelantó la fecha prevista del 25 de noviembre al 22 de noviembre de 1910. Sería en la noche de ese día porque el comandante del navío "Minas Gerais", Capitán João Batista das Neves estaría durmiendo fuera del navío, y entonces los marineros tomarían posesión de las armas, dominarían a los oficiales en sus camarotes, y tendrían el control del navío nodriza y después de todos los demás que estaban en la bahía de Guanabara. Sin embargo, el comandante Batista das Neves regresó antes de lo que esperaban, y uno de los marineros más descontrolados atacó al oficial de guardia, porque ya no quería que se aplazara la revuelta. El capitán oyó los ruidos, al igual que los demás oficiales, y todos subieron a cubierta. A pesar de que el marinero Bulhões le aconsejó que se pusiera a cubierto, Batista das Neves dijo que no abandonaría el barco, insistiendo en intentar que los marineros se formaran y obedecieran sus órdenes. Los marineros, ya muy excitados, al ver que el capitán había herido a uno de los marineros, empezaron a lanzarle objetos, y finalmente un marinero le disparó en la cabeza. Además del comandante, murieron en el "Minas Gerais" otros dos oficiales y tres marineros (del grado de sargento para abajo). Durante el enfrentamiento, murieron otro oficial y un marinero en el navío "Bahia", bajo la responsabilidad del marinero Francisco Martins, y un oficial en el navío "São Paulo", bajo la responsabilidad del marinero Manoel Nascimento. Terminado el enfrentamiento, y dada la gravedad de la situación, con la muerte del comandante y de otros oficiales, João Cândido, que había participado en las reuniones conspirativas, cuyo jefe era Vitalino José Ferreira, fue designado por los demás líderes como comandante en jefe de toda la escuadra sublevada, compuesta inicialmente por seis navíos, para después concentrar las guarniciones en cuatro, incluyendo los dos acorazados de construcción británica, considerados los más poderosos del mundo en la época: "Minas Geraes" y "São Paulo".

### Revuelta de Chibata
El 22 de noviembre de 1910, João Cândido, por recomendación de los demás líderes, asumió el comando general de toda la escuadra sublevada, controló el motín, detuvo las matanzas y envió radiogramas pidiendo la abolición de los castigos corporales en la Marina de Brasil. En la época, fue calificado por la prensa como el "Almirante Negro". Durante cuatro días, los acorazados Minas Geraes y "São Paulo" así como el "Bahia" y el "Deodoro" apuntaron sus canhões a la Capital Federal. En su ultimátum al presidente Hermes da Fonseca, los insurgentes declararon:

Nós, marinheiros, cidadãos brasileiros e republicanos, não podemos mais suportar a escravidão na Marinha brasileira.
Nosotros, marineros, ciudadanos brasileños y republicanos, no podemos soportar más la esclavitud en la Marina brasileña.

La rebelión terminó con el compromiso del gobierno federal de poner fin al uso del látigo en la marina y de amnistiar a los rebeldes. Sin embargo, el 28 de noviembre, al día siguiente del desarme de los navíos sublevados, el gobierno emitió un decreto que permitía la expulsión de los marineros que supusieran un riesgo, incumpliendo así lo acordado en el texto de la ley de amnistía aprobada el día 25 por el Senado de la República y sancionada por el presidente Hermes da Fonseca, tal y como se publicó en el diario oficial del 26 de noviembre, y llevada al "Minas Geraes" por el capitán Pereira Leite.

### Expulsión de la Marina

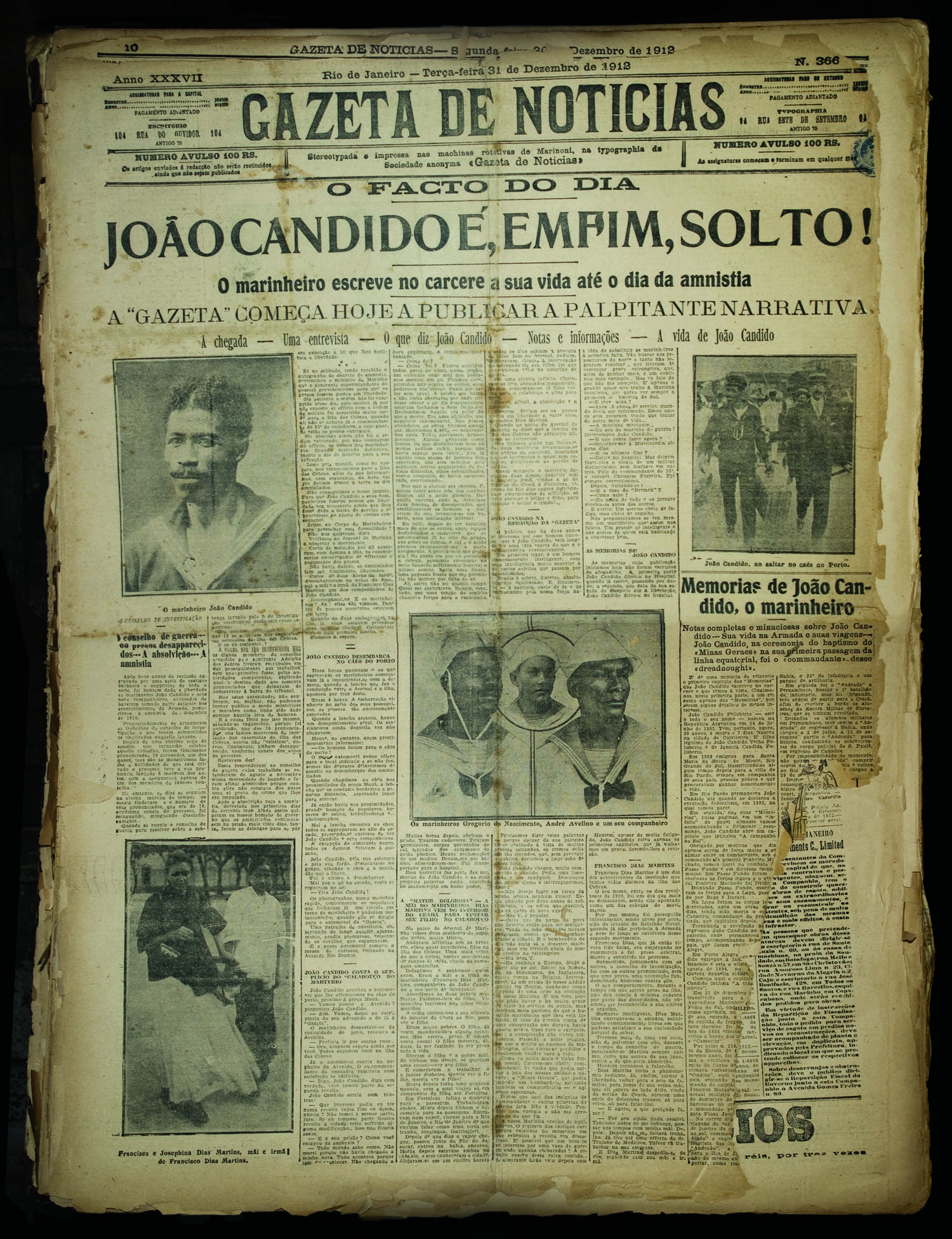
Diario Gazeta de Notícias de 31 de diciembre de 1912

Poco después del decreto que rompía la amnistía y de los rumores de que el ejército iba a vengarse de los marineros, estalló un nuevo motín entre los infantes navales vinculados a la Marina, en el cuartel de la ilha de las Cobras, en Río de Janeiro, el 9 de diciembre de 1910. No tenía ninguna relación con la Revuelta de Chibata, salvo que en la isla había decenas de marineros que habían participado en la revuelta, encarcelados aunque habían sido amnistiados. La "segunda revuelta" no exigía nada, no tenía organización alguna y se basaba en rumores de que el ejército atacaría barcos y batallones navales en cualquier momento en respuesta a la vergüenza que la revuelta significaba para el gobierno de Hermes da Fonseca. El día 10, el motín fue reprimido por las autoridades, la Marina y el Gobierno, con un bombardeo implacable sobre algo más de doscientos amotinados (en la Revuelta de Chibata había 2.379 hombres, tres acorazados y un crucero, objetivos móviles y fuertemente armados), y sirvió de justificación para que Hermes da Fonseca exigiera y obtuviera la aprobación del Senado para el estado de sitio (ley marcial) ese mismo día. João Cândido incluso ordenó disparar cañonazos contra los marineros amotinados de la isla de Cobras para demostrar su lealtad al gobierno pero fue inútil. Con el estado de sitio, cientos de marineros fueron dados por muertos o desaparecidos y 2.000 marineros fueron expulsados de la armada. Once fueron fusilados a bordo del buque Satélite, que transportaba a 105 marineros rebeldes para ser arrojados a las plantaciones de caucho de Acre, destino de los 96 que llegaron vivos.
A pesar de no haber participado en la supuesta conspiración de este segundo levantamiento, João Cândido fue expulsado de la marina bajo la falsa acusación de haber favorecido a los marinos rebeldes. Fue detenido el 13 de diciembre en el cuartel de la armada y trasladado el 24 de diciembre de 1910 a un calabozo (celda 5) de la isla de Cobras, donde dieciséis de sus diecisiete compañeros de celda murieron asfixiados. De su declaración al diario Gazeta de Notícias y otras fuentes, se desprende que 29 marineros e infantes de marina fueron sometidos a cal en dos celdas de la isla de Cobras. Dieciséis murieron en una celda. Dos más murieron en la otra celda. En abril de 1911, fue trasladado al "Hospital dos Alienados" como demente, pero fue dado de alta y regresó a la isla de Cobras, donde fue liberado en 1912, absuelto de los cargos junto con nueve de sus compañeros. En aquella época, su abogado defensor era Evaristo de Moraes, contratado por la Orden de Nossa Senhora do Rosário e dos Homens Pretos, que se negó a recibir los honorarios que se le debían.
Expulsado de la Marina, João Cândido pasó grandes penurias, viviendo precariamente, trabajando como estibador y descargando pescado en la Plaza XV, en el centro de Rio de Janeiro.
Según su expediente, en los quince años que pasó en la Marina, fue castigado en nueve ocasiones, encarcelado entre dos y cuatro días en celdas solitarias "a pan y agua", además de ser degradado dos veces de cabo a marinero. En su expediente figuran también diez menciones por buena conducta en los tres meses anteriores a la revuelta.

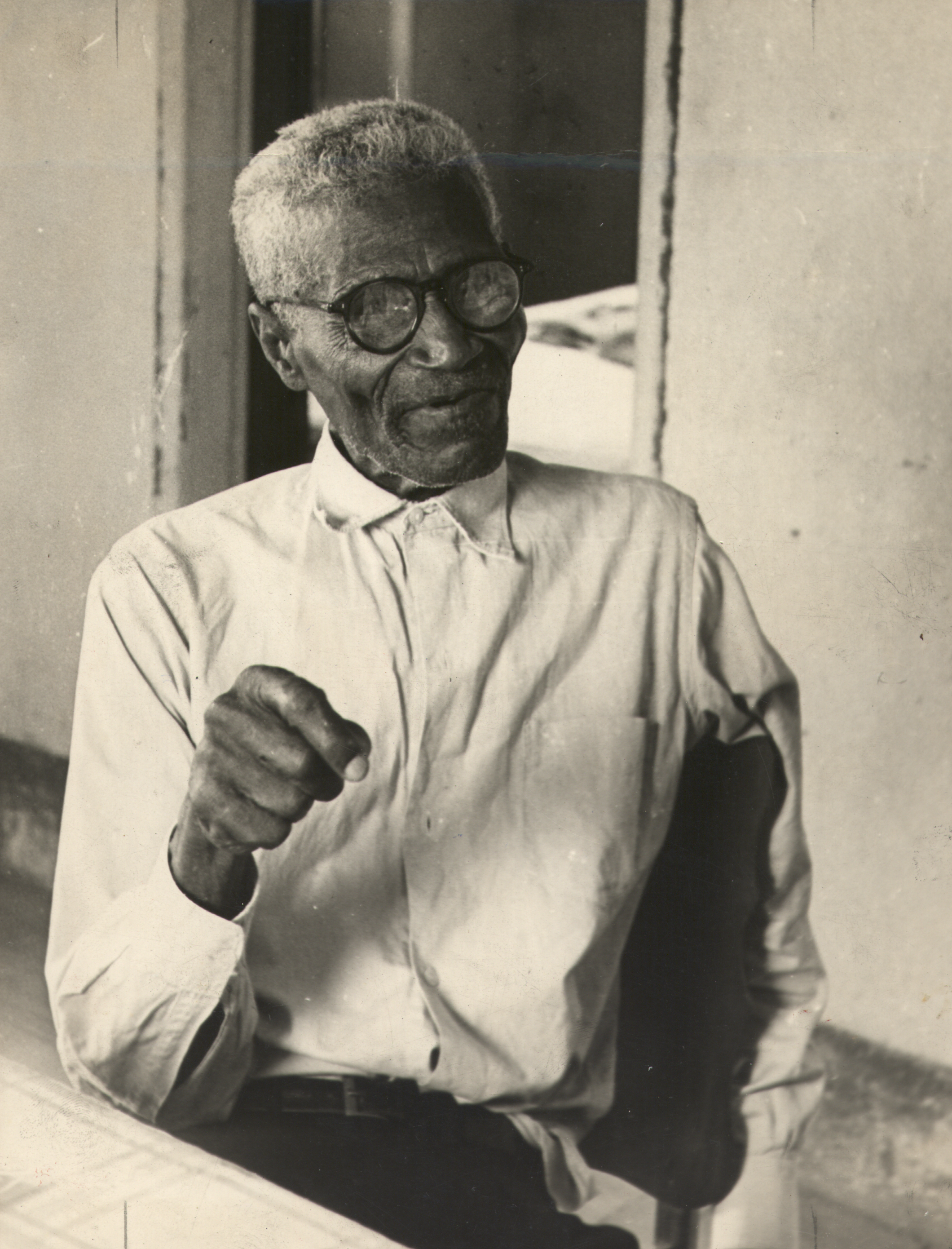
João Cândido en 1963

Su vida personal se vio profundamente sacudida por el suicidio de su segunda esposa (1928). En 1930 fue detenido de nuevo, acusado de subversión.

### Ingreso al Integralismo
En 1933 fue invitado a unirse a la Acción Integralista Brasileña, fascista movimiento fundado en 1932 por el escritor Plínio Salgado, llegando a ser el líder del núcleo integralista en Gamboa, un barrio portuario de la ciudad de Río de Janeiro. En una entrevista con el historiador Helio Silva, grabada en 1968 y archivada en el Museo de la Imagen y el Sonido (MIS), João Cândido declaró que mantenía su amistad con Plínio Salgado y que estaba orgulloso de haber sido integralista. Muchas personalidades de la época adhirieron al integralismo: el líder negro Abdias Nascimento y el obispo Dom Hélder Câmara son algunos ejemplos.

### Muerte
Discriminado y perseguido por la Marina hasta el final de su vida, se retiró a la ciudad de São João de Meriti, donde se acercó a la Iglesia Metodista. Enfermó en su casa y fue llevado al Hospital Estatal Getúlio Vargas, en Río de Janeiro, donde murió el 6 de diciembre de 1969, a los 89 años, de cáncer.

## Bordados
Cândido era bordador y realizó varias obras cuando estuvo preso en la Isla de las Cobras. La capacidad artística del líder de la Revuelta de Chibata fue a menudo ignorada por sus biógrafos y se convirtió en objeto de investigación y ganó relevancia a partir de la década de 1990.
Los bordados indican la complejidad de Cândido. Por un lado, se le consideraba un líder enérgico y decidido, es decir, asumía las características de un líder objetivo. Por otro lado, su dedicación a la costura revela su sensibilidad y su búsqueda de consuelo, especialmente durante su estancia en prisión, cuando presenció la muerte de varios de sus compañeros.
Destacan los bordados Amor y O adeus do marujo, expuestos durante la Bienal de Arte de São Paulo en 2021.

## Legado, honores y redenciones
En 1959 regresó al sur del país para ser homenajeado, pero la ceremonia fue suspendida por interferencias de la Marina brasileña.
Su memoria fue revivida periodísticamente a partir de 1959, con el lanzamiento del famoso libro "A Revolta da Chibata", de Edmar Morel. Musicalmente en la década de 1970 por los compositores João Bosco y Aldir Blanc, en la samba O Mestre-sala dos Mares. Historiográficamente, a partir de 1985, con el libro A Revolta dos Marinheiros - 1910, del vicealmirante e historiador naval Hélio Leôncio Martins. Cinematográficamente, a partir de 2003, año en que el cortometraje de recuperación de época Memórias da Chibata recibió una subvención del Ministerio de Cultura para su producción.
En octubre de 2005, el diputado Elimar Damasceno (PRONA/SP) presentó el proyecto de ley 5874/05, ordenando la inscripción del nombre de João Cândido en el "Libro de los Héroes de la Patria", que se encuentra en el Panteón de la Patria y la Libertad Tancredo Neves, en la Plaza de los Tres Poderes, en Brasilia (DF). Este proyecto fue archivado porque, según la legislación brasileña, una persona sólo puede ser inscrita como Héroe de la Patria cincuenta años después de su muerte, lo que significa que en el caso de João Cândido, fallecido en 1969, sólo podría ser incluido en 2019.
En septiembre de 2006, falleció a los 82 años la hija menor de João Cândido, Zeelândia Cândido de Andrade, que había dedicado su vida a conseguir que el nombre de su padre volviera a figurar en la Marina, cuerpo que había dejado sin derechos.
El 22 de noviembre de 2007 (97º aniversario de la Revuelta), se inauguró una estatua en honor del "Almirante Negro" en los jardines del Museo de la República, antiguo Palacio de Catete, bombardeado durante la revuelta. La estatua de cuerpo entero de João Cândido con el timón en las manos fue erigida frente al mar y de espaldas al palacio del gobierno brasileño que, en 1910, traicionó su propia palabra al romper la amnistía para los marineros sublevados. Como parte de la ceremonia, a la que asistieron autoridades, familiares y representantes de movimientos sociales, se proyectó la película de reconstrucción histórica Memórias da Chibata,  de Marcos Manhães Marins, así como una exposición fotográfica de la Revuelta, comisariada por el politólogo y juez de derecho João Batista Damasceno. La inscripción de la placa conmemorativa a los pies de la estatua comete errores: no es cierto que João Cândido "naciera en Vila São José, Encruzilhada do Sul, distrito de Rio Pardo". Nació en la hacienda Coxilha Bonita, en la aldea de Dom Feliciano, en el municipio de Encruzilhada, que no era distrito de Rio Pardo desde 1849, décadas antes de que él naciera. En 1963, le tocó al ahora distrito (y ya no aldea) Dom Feliciano emanciparse del Municipio de Encruzilhada (ya con el nuevo nombre de Encruzilhada do Sul). Así, João Cândido nació en Encruzilhada y murió en Dom Feliciano. El 20 de noviembre del año siguiente, la estatua fue trasladada de los jardines del Palacio de Catete a la Plaza Quince de Noviembre, en el centro de Río de Janeiro, en un acto al que asistieron el presidente de la República, Luís Inácio da Silva, la familia de João Cândido y decenas de personas. La Marina de Brasil no asistió, alegando que no podía celebrarlo porque la Marina valora la disciplina y la jerarquía.
El 24 de julio de 2008, 39 años después de la muerte de João Cândido Felisberto, se publicó en el Diario Oficial de la Unión la Ley 11,756, que concedía la amnistía al líder de la Revuelta de Chibata y a sus compañeros, idea que partió del Senado Federal y fue aprobada por la Cámara de Diputados el 13 de mayo de 2008, día en que se conmemora la abolición de la esclavitud en Brasil.
Sin embargo, la ley fue vetada por el gobierno en la parte que ordenaba la reintegración de João Cândido en la Marina brasileña. El motivo del veto fue que esta rehabilitación "post-mortem" tendría un impacto presupuestario para el que la ley no indicaba la fuente de financiación necesaria. Así, dado que dicho reconocimiento impondría al Sindicato el pago de atrasos y ascensos que se les adeudaban, así como la concesión de pensiones a sus familiares a cargo, la ley fue vetada por ser contraria al interés público, a juicio del equipo del gobierno federal. El gobierno temía una avalancha de más de 2.000 familias pidiendo indemnizaciones. En realidad, sólo dos familias se han presentado como descendientes de marineros que participaron en la Revuelta de Chibata: la del propio líder João Cândido Felisberto y la del marinero blanco Adalberto Ribas, que escapó de uno de los barcos poco después de la revuelta, permaneciendo en el anonimato durante toda su vida, y cuyos hijos sólo buscaron a la Marina tras conocer el proyecto de ley de amnistía y reparación económica.
El 7 de mayo de 2010, Transpetro, a petición del Presidente de la República, bautizó con el nombre de "João Cândido" al primer buque del Programa de Modernización y Expansión de la Flota, el primer petrolero producido en un astillero nacional después de un intervalo de más de trece años, que se destinará a la exportación. La ceremonia tuvo lugar en el Estaleiro Atlântico Sul (EAS), en Ipojuca-PE. La organización UMNA - Unidade de Movilização Nacional pela Amistia (Unidad de Movilización Nacional por la Amnistía), exigió a Transpetro (Petrobras Transportes S.A.) que el nombre del buque recibiera su debido complemento y, antes de ser botado al mar, pasara a ser: Marinheiro João Cândido, al igual que otros buques como el Marinheiro Marcílio Dias, o que se le diera el nombre de "João Cândido Felisberto", ya que se podía confundir con varios otros nombres iguales de personajes famosos e históricos. 
En 2010, la EBC - Empresa Brasil de Comunicação concluyó la producción Cien años sin látigo, dirigida por Marcos Manhães Marins, un especial documental de 52 minutos, exhibido varias veces en TV Brasil.
En 2013, la revuelta fue una de varias menciones en la telenovela Lado a Lado', analizada en un artículo del Portal Geledés del Instituto de la Mujer Negra. Uno de los graves errores señalados fue que la telenovela no mostró al líder de la revuelta, João Cândido, restándole importancia como héroe.
En 2021, la Comisión de Educación y Cultura del Senado aprobó la inscripción de João Cândido en el Libro de los Héroes y Heroínas de la Patria. La Marina, sin embargo, ha manifestado su oposición al honor.